# 1547
| [ Edytuj tabelę ]              | |
| Król Polski                    | - 1507 Zygmunt I Stary 1548 - 1530 Zygmunt II August 1572 |
| Współksiążęta Andory           | - 1534 Francisco de Urríes 1551 - 1517 Henryk II 1555 |
| Król Anglii                    | - 1509 Henryk VIII 1547 - 1547 Edward VI 1553 |
| Władca Azteków                 | - 1541 Diego de San Francisco Tehuetzquitizin 1554 |
| Elektor Brandenburgii          | - 1535 Joachim II Hektor 1571 |
| Książę Bawarii                 | - 1508 Wilhelm IV 1550 |
| Sułtan Brunei                  | - 1521 Abdul Kahar 1575 |
| Cesarz Chin                    | - 1521 Jiajing 1566 |
| Król Czech                     | - 1526 Ferdynand I Habsburg 1564 |
| Król Danii                     | - 1534 Chrystian III 1559 |
| Dalajlama                      | - 1543 Sonam Gjaco 1588 |
| Cesarz Etiopii                 | - 1540 Klaudiusz 1559 |
| Król Francji                   | - 1515 Franciszek I 1547 - 1547 Henryk II 1559 |
| Król Hiszpanii                 | - 1516 Karol I 1556 |
| Hrabia Holandii                | - 1515 Karol I Habsburg 1555 |
| Szach Iranu                    | - 1524 Tahmasp I 1576 |
| Państwo Wielkich Mogołów       | - 1545 Islam Szah Suri 1553 |
| Władca Inków                   | - 1545 Sayri Tupac 1558 |
| Król Irlandii                  | - 1542 Henryk VIII Tudor 1547 - 1547 Edward VI Tudor 1553 |
| Cesarz Japonii                 | - 1526 Go-Nara 1557 |
| Kalif                          | - 1520 Sulejman I 1566 |
| Patriarcha Konstantynopola     | - 1546 Dionizy II 1555 |
| Władca Korei                   | - 1545 Myŏngjong 1567 |
| Wielki książę litewski         | - 1506 Zygmunt I Stary 1548 - 1530 Zygmunt August 1569 |
| Sułtan Maroka                  | - 1545 Muhammad al-Kasri 1547 - 1547 Abu al-Abbas Ahmad 1549 |
| Senior Monako                  | - 1532 Honoriusz I 1581 |
| Wielki książę moskiewski       | - 1533 Iwan IV Groźny 1547 |
| Król Nawarry                   | - 1516 Henryk II 1555 |
| Król Norwegii                  | - 1534 Chrystian III 1559 |
| Sułtan Omanu                   | - 1529 Bakarat ibn Muhammad 1560 |
| Elektor Palatynatu             | - 1544 Fryderyk II 1556 |
| Papież                         | - 1534 Paweł III 1549 |
| Książę Parmy                   | - 1545 Piotr Alojzy 1547 - 1547 Oktawiusz Farnese 1556 |
| Król Portugalii                | - 1521 Jan III 1557 |
| Książę w Prusach               | - 1525 Albrecht 1568 |
| Car Rosji                      | - 1547 Iwan IV Groźny 1584 |
| Cesarz Rzymski (niemiecki)     | - 1519 Karol V Habsburg 1558 |
| Kapitanowie Regenci San Marino | - 1546 Pier Leone di Fabrizio Corbelli Bernardino Giannini 1547 - 1547 Gio. Antonio Leonardelli Stanghelino di Francesco Belluzzi 1547 - 1547 Lodovico di Matteo Belluzzi 1548 - 1547 Gio.Pier Paolo Bonelli 1548 - 1547 Bartolo Belluzzi 1548 |
| Elektor Saksonii               | - 1532 Jan Fryderyk I 1547 - 1547 Maurycy Wettyn 1553 |
| Król Szkocji                   | - 1542 Maria Stuart 1567 |
| Król Szwecji                   | - 1521 Gustaw I Waza 1560 |
| Król Tajlandii                 | - 1546 Kaeo Fa 1548 |
| Sułtan Turków                  | - 1520 Sulejman Wspaniały 1566 |
| Doża Wenecji                   | - 1545 Francesco Donato 1553 |
| Król Węgier                    | - 1526 Ferdynand I 1564 - 1540 Jan II Zygmunt Zápolya 1571 |

Rok 1547 / MDXLVII
stulecia: XV wiek ~
XVI wiek ~
XVII wiek

lata: 1537 «
1542 «
1543 «
1544 «
1545 «
1546 «
1547
» 1548
» 1549
» 1550
» 1551
» 1552
» 1557

## Wydarzenia w Polsce
- 15 stycznia – Siedlce uzyskały prawa miejskie.
- 15 marca-31 marca – w Krakowie obradował sejm[1].
- Potajemny ślub Zygmunta II Augusta z Barbarą Radziwiłłówną.
- 31 października – w Piotrkowie rozpoczął się, trwający do 12 stycznia 1548, a zwołany przez Zygmunta II Augusta sejm. Podczas obrad nasilił się konflikt króla ze szlachtą, która nie chciała uznać jego małżeństwa z Barbarą Radziwiwiłłówną.
- 10 grudnia – w Piotrkowie rozpoczął obrady sejm[2].
- 14 grudnia – Radziwiłłowie herbu Trąby zostali rodem książęcym.

- Mikołów otrzymał prawa miejskie.
- Goniądz otrzymał prawa miejskie.
- Leszno otrzymało prawa miejskie.

## Wydarzenia na świecie
- 8 stycznia – na Małej Litwie ukazała się pierwsza drukowana litewska książka – Katechizm Martynasa Mažvydasa.
- 13 stycznia:
  - angielski poeta i arystokrata Henry Howard został skazany na śmierć za zdradę.
  - podczas soboru trydenckiego uchwalono dekret dogmatyczny o usprawiedliwieniu.
- 16 stycznia – Iwan IV Groźny został koronowany na pierwszego cara Rosji.
- 28 stycznia – Edward VI został królem Anglii po śmierci ojca, Henryka VIII.
- 20 lutego – w Katedrze Westminsterskiej na króla Anglii koronowano Edwarda VI.
- 31 marca – Henryk II został królem Francji.
- 24 kwietnia – I wojna szmalkaldzka: w bitwie pod Mühlbergiem cesarz Karol V Habsburg odniósł zwycięstwo nad wojskami protestantów.
- 19 maja – przebywający w niewoli u cesarza Karola V Habsburga książę Saksonii Jan Fryderyk I podpisał kapitulację kończącą I wojnę szmalkaldzką.
- 25 lipca – Henryk II został koronowany na króla Francji.
- 10 września – zwycięstwo Anglików nad Szkotami w bitwie pod Pinkie Cleugh.

## Urodzili się
- 10 stycznia - Gebhard Truchsess von Waldburg, arcybiskup Kolonii i książę-elektor Rzeszy (zm. 1601)
- 24 stycznia - Joanna Habsburg, arcyksiężniczka austriacka, księżniczka czeska i węgierska (zm. 1578)
- 28 stycznia - Amelia, księżniczka pomorska (zm. 1580)
- 22 września – Philipp Nicodemus Frischlin, późnohumanistyczny niemiecki filolog, nowołaciński dramaturg i liryk (zm. 1590)
- 29 września – Miguel de Cervantes, pisarz hiszpański (zm. 1616)
- Stanisław Żółkiewski – hetman wielki koronny i kanclerz wielki koronny, hetman polny koronny (zm. 1620)

## Zmarli
- 27 stycznia – Anna Jagiellonka, królowa Czech i Węgier. (ur. 1503)
- 28 stycznia – Henryk VIII Tudor, król Anglii, król Irlandii, z dynastii Tudorów (ur. 1491)
- 31 marca – Franciszek I Walezjusz, król Francji (ur. 1494)
- 22 maja – Daniel, metropolita Moskwy i Wszechrusi (ur. przed 1492)
- 7 sierpnia – Kajetan z Thieny, włoski duchowny katolicki, założyciel teatynów, święty (ur. 1480)
- 2 grudnia – Hernán Cortés, hiszpański konkwistador (ur. 1485)